# Hupaliwka
Hupaliwka (ukrainisch Гупалівка; russisch Гупаловка Gupalowka) ist ein Dorf im Nordwesten der ukrainischen Oblast Dnipropetrowsk mit etwa 1300 Einwohnern (2004).

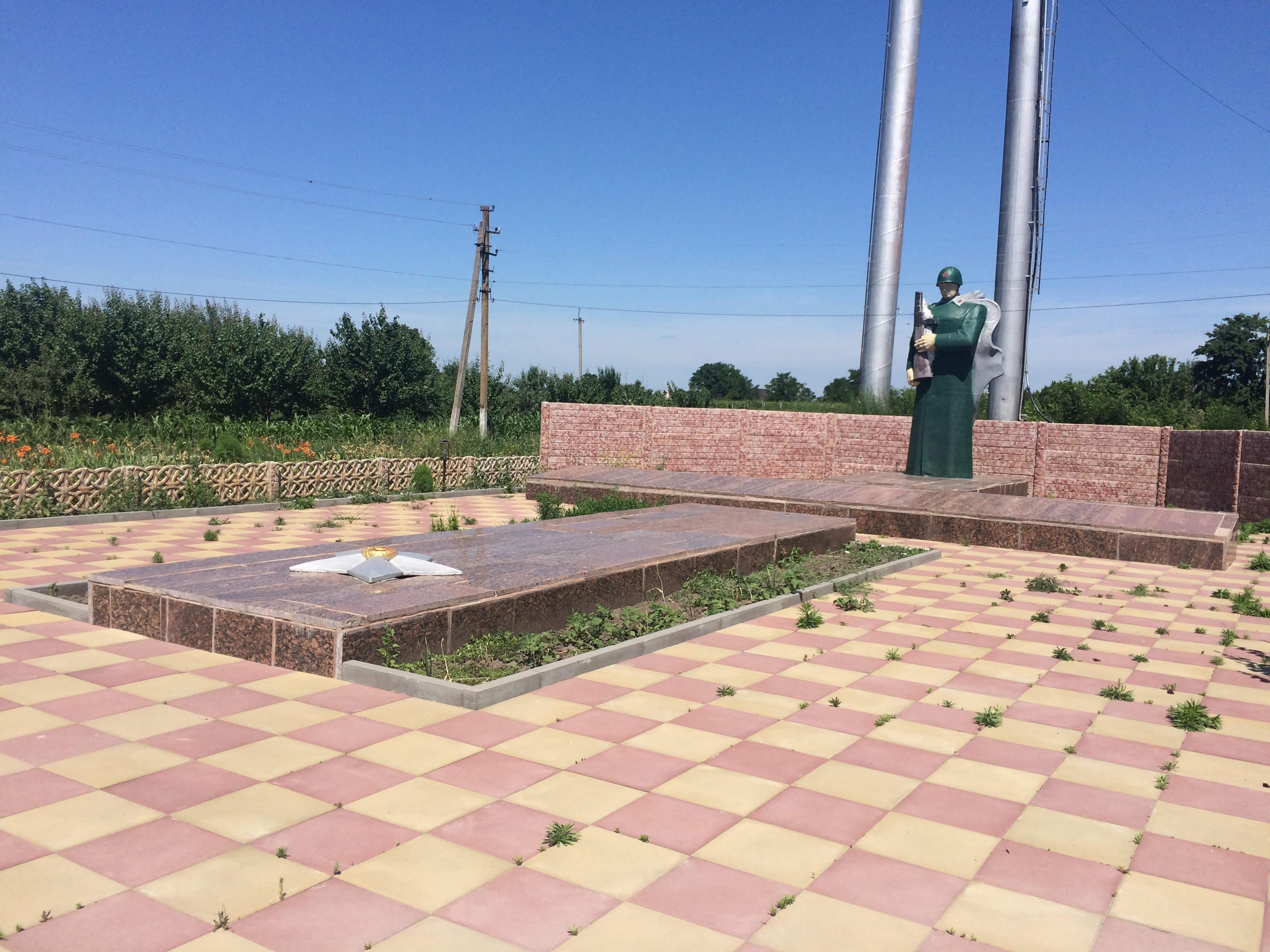
Denkmal im Ort

Hupaliwka liegt im Nordwesten des Rajons Nowomoskowsk und wurde Anfang des 17. Jahrhunderts gegründet. Das Dorf liegt an der Grenze zur Oblast Poltawa am Dnepr-Donbas-Kanal und an der Territorialstraße T–04–12. Das Oblastzentrum Dnipro befindet sich 83 km südöstlich und das ehemalige Rajonzentrum Mahdalyniwka 27 km südöstlich von Hupaliwka.
Am 22. Dezember 2019 wurde das Dorf ein Teil der neugegründeten Landgemeinde Tschernetschtschyna, bis dahin bildete es die gleichnamige Landratsgemeinde Hupaliwka (Гупалівська сільська рада/Hupaliwska silska rada) im Nordwesten des Rajons Mahdalyniwka.
Am 17. Juli 2020 kam es im Zuge einer großen Rajonsreform zum Anschluss des Rajonsgebietes an den Rajon Nowomoskowsk.